# Maj Sjöwall
Maj Sjöwall (Estocolmo, 25 de setembro de 1935 – 29 de abril de 2020) foi uma escritora sueca.

## Biografia
Maj Sjöwall e o seu companheiro Per Wahlöö (1926-1975) - conhecidos por Sjöwall/Wahlöö - escreveram dez romances policiais com o inspetor Martin Beck, iniciando a vaga de sucesso da literatura policial sueca contemporânea. 

Morreu no dia 29 de abril de 2020, aos 84 anos.

## Prémios e distinções
- Prémio Edgar Allan Poe Awards 1971 para Den skrattande polisen [5]
- Prémio Riverton Prize 2006

## Edições em língua portuguesa
- Desapareceu um Carro de Bombeiros [6]
- O Homem que Se Desfez em Fumo [7]
- O Homem Abominável [8]
- O Polícia Que Ri [1]